# NGC 3223
NGC 3223 este o emission-line galaxy⁠(d) situată în constelația Mașina Pneumatică. A fost descoperită în 2 februarie 1835 de către John Herschel. Se află la o distanță de 33,57 de megaparseci de Pământ.